# Chi San hô đỏ
San hô đỏ là tên thường dùng để chỉ Corallium rubrum và một số loài san hô có quan hệ họ hàng gần. Đặc điểm nổi bật của san hô đỏ là độ bền và màu đỏ đậm, thường được dùng làm đồ trang sức và mĩ nghệ cao cấp. San hô đỏ có phân bố ở Thái Bình Dương, Ấn Độ Dương.
Ở Việt Nam có hai loài san hô đỏ Nhật Bản và san hô đỏ Ko-noi, đều là các loài cần được bảo vệ.

## Nơi sinh trưởng
San hô đỏ sống ở đáy biển nhiều đá với trầm tích thấp, thường ở môi trường tối—hoặc ở dưới sâu hoặc trong các hang hốc tối. Loài nguyên thủy C. rubrum được tìm thấy chủ yếu ở Địa Trung Hải. San hô đỏ sống ở độ sâu từ 10 đến 300 m, trong đó những quần thể ở vùng nước nông gần như đã tuyệt diệt do sự khai thác của con người. Loài san hô này còn được tìm thấy ở một số vùng thuộc Đại Tây Dương ở gần eo biển Gibraltar và các đảo của Cabo Verde. Các loài Corallium là giống địa phương của vùng Tây Thái Bình Dương, đặc biệt nổi tiếng là vùng quanh Nhật Bản (Corallium japonicum) và Đài Loan; những loài này sống ở độ sâu từ 350 đến 1500 m trong những vùng có dòng biển mạnh.

## Danh sách loài
- Corallium abyssale Bayer, 1956
- Corallium borneanse Bayer
- Corallium boshuense Kishinouye, 1903
- Corallium ducale Bayer
- Corallium elatius Ridley, 1882
- Corallium halmaheirense Hickson, 1907
- Corallium imperiale Bayer
- Corallium johnsoni Gray, 1860
- Corallium kishinouyei Bayer, 1996
- Corallium konojoi Kishinouye, 1903
- Corallium laauense Bayer, 1956
- Corallium maderense (Johnson, 1899)
- Corallium medea Bayer, 1964
- Corallium niobe Bayer, 1964
- Corallium niveum Bayer, 1956
- Corallium porcellanum Pasternak, 1981
- Corallium pusillum Kishinouye, 1903
- Corallium regale Bayer, 1956
- Corallium reginae Hickson, 1907
- Corallium rubrum (Linnaeus, 1758)
- Corallium secundum Dana, 1846
- Corallium sulcatum Kishinouye, 1903
- Corallium tricolor (Johnson, 1899)
- Corallium vanderbilti Boone, 1933
- Corallium variabile (Thomson & Henderson, 1906)

## Cấu tạo
Giống như các loài khác thuộc bộ San hô sừng (Gorgonacea), san hô đỏ giống như những bụi cây không lá cao đến 1 mét. Bộ xương quý giá của nó có cấu tạo từ các gai cacbonat calci cứng đan vào nhau, có màu ở các sắc đỏ do các sắc tố carotenoid. Khi còn sống, các nhánh xương san hô được phủ một lớp mềm màu đỏ tươi, trên đó thò ra vô số thể polip màu trắng có thể co lại được..

## San hô đỏ làm đá quý
|  |  |  |

Xương cứng của các cành san hô đỏ có màu óng ánh (matte) tự nhiên, nhưng có thể được đánh bóng để có độ sáng như thủy tinh. San hô đỏ có các sắc độ ấm của màu đỏ từ hồng nhạt đến đỏ thẫm; từ màu đỏ san hô cũng được dùng để chỉ những màu này.
Do có màu bền, đẹp và độ bóng, từ thời cổ đại xương san hô đỏ đã được khai thác để làm đồ trang trí. Đồ trang sức bằng san hô đỏ đã được tìm thấy trong các ngôi mộ Ai Cập cổ và mộ thời tiền sử ở châu Âu,. Ngày nay, người ta vẫn tiếp tục chế tác đồ trang sức từ san hô đỏ.
San hô đỏ có tỷ trọng riêng (relative density) là 3,86 và độ cứng 3,5 theo thang độ cứng Mohs. Do đặc điểm mềm và không trong suốt, san hô đỏ thường được mài thành mặt tròn (en cabochon), hoặc làm hạt cườm.